# Achterland (Zuid-Holland)
Achterland is een niet-officiële buurtschap in de gemeente Molenlanden, en wordt gerekend tot Groot-Ammers. Al in de zeventiende eeuw wordt de buurtschap genoemd, wanneer het deel uitmaakt van de Baronie van Liesveld: Gelkenes, Groot-Ammers met Ammers-Graveland, Achterland en Peulwijk. Het Achterland telt 36 huisnummers en is ongeveer 3 km lang.

## Buurtvereniging
In het Achterland is sinds 15 september 2007 een buurtvereniging actief. Deze werkt samen met de Molenkade (richting Groot-Ammers), de Peulwijkse Kade (richting Brandwijk) en een gedeelte van de Peppelweg (1 km richting het noorden).

## Bedrijven
Het Achterland werd vroeger altijd gezien als de boerenwijk van Groot-Ammers. Het is daarom niet verwonderlijk dat er veel boerenbedrijven gevestigd zijn, hoewel dit de laatste jaren wel steeds meer aan het afnemen is. Voor de rest zijn er nog 2 aannemers en een theetuin annex bed&breakfast genaamd "De Winde".